# Chichibojoro
Chichibojoro är en ort i Mexiko.   Den ligger i kommunen Huatabampo och delstaten Sonora, i den västra delen av landet, 1 300 km nordväst om huvudstaden Mexico City. Chichibojoro ligger 27 meter över havet och antalet invånare är 148.
Terrängen runt Chichibojoro är platt. Runt Chichibojoro är det ganska tätbefolkat, med 67 invånare per kvadratkilometer. Närmaste större samhälle är Las Bocas, 8,5 km söder om Chichibojoro. Omgivningarna runt Chichibojoro är i huvudsak ett öppet busklandskap.